# ケイマックス
株式会社ケイマックス（英: Kmax Co.,Ltd.）は、テレビ番組の制作プロダクションである。中部日本放送の連結子会社。

## 概要
1991年5月に、『ウッチャンナンチャンのウリナリ!!』（日本テレビ）のチーフディレクター・工藤浩之、『電波少年』（同）のプロデューサー・小西寛、『ウッチャンナンチャンの炎のチャレンジャー』（テレビ朝日）のディレクター・飯山直樹（工藤・小西・飯山は元ザ・ワークス所属）、笑福亭鶴瓶のチーフマネージャー・千佐隆智ら計6名によって、東京都千代田区六番町のワンルームマンションにて設立された。
設立メンバーの出身を見てもわかるように、鶴瓶やウッチャンナンチャンとは太いパイプで繋がっており、レギュラー番組以外の単発番組でも番組制作に関わることが多い。
かつては所属タレントとして、お笑いコンビのロングロングが在籍していた。
2021年4月1日付で、中部日本放送（CBC、愛知県名古屋市）が代表取締役の工藤、取締役の小西・飯山・千佐から株式を取得し、ケイマックスは中部日本放送の連結子会社となった。グループ入りに伴い中部日本放送から経営役員やスタッフが派遣されるが、現在の体制は維持され他局の番組制作も継続する。
2022年1月3日にTBS系列で放送された特別番組『新春!爆笑アカデミー!!鶴瓶&さまぁ～ずのぶっとび博士研究所』は、中部日本放送傘下入り後では初めて、製作著作・CBCテレビ、制作協力・ケイマックスの体制で制作された。
2024年10月1日付で、ケイマックスが子会社のマルホランドを消滅会社とする吸収合併を実施し、マルホランドは解散となり、業務並びに債権債務がケイマックスに承継となった。

## 役員
2024年2月現在
- 代表取締役：工藤浩之、古池計明
- 取締役：小西寛、飯山直樹、南直人、齋藤龍昭、大石幼一、杉浦正樹、升家誠司
- 監査役：千佐隆智、富田悦司

## 所属スタッフ
総合演出 / プロデューサー
- 工藤浩之（代表取締役）

プロデューサー
- 小西寛（取締役）
- 長尾真（執行役員）
- 志水大介
- 小谷中真実
- 村井守（元銀杏BOYZメンバー）
- 吉岡大輔
- 松沢健介
- 坂本加恵
- 平佐智子

演出
- 飯山直樹（取締役）
- 鎗野貴生
- 板垣忠彦
- 佐藤英輔
- 関谷司
- 佐々部龍太

ディレクター
- 白野勝敏
- 倉橋雄亮
- 犬飼義啓
- 吉野裕二
- 坂本健一郎
- 尾関美有（中部日本放送から出向）
- 山本健太
- 碧山莉那
- 桑原礼奈
- 山口堅太郎
- 高畠大地
- 大石橋健太
- 桐越慎二
- 藤本晃輔
- 浅倉俊之
- 成井岳
- 荒川貴洋
- 松本茂之
- 大出俊博
- 吉澤純希
- 田中俊
- 和田英明
- 中村有希
- 浅野浩希
- 樋渡大貴
- 小林芙海
- 杉山紗希

AP
- 羽場愛
- 田村奈津季
- 望月麻衣
- 門池真希
- 須藤はるな
- 桑原友香

### 元スタッフ
- おちまさと（取締役／企画・演出・プロデュース）
- 早瀬志都加（アシスタントプロデューサー／現:株式会社極東電視台 執行役員）
- 平出聡（現・平出さとし）（プロデューサー／現:フリーランス）
- 大内登（プロデューサー／現:株式会社SWEAT 代表取締役）
- 小林剛（ディレクター／現:株式会社ROFL 取締役）
- 藤野義明（ディレクター／現:株式会社ばんぺいゆ 代表取締役）
- 松下直樹（アシスタントディレクター／現：吉本興業所属お笑いコンビ「放課後ハートビート」）
- 石尾彰弘（ディレクター／現:フリーランス）

## 主な制作実績

### テレビ
凡例 - 太字：現在放映されている、これから放映する予定の番組。

#### 1990年年代
レギュラー番組
- 来来圏（フジテレビ、FNS系列局関東ローカル 1997年4月 - 1998年3月）
- いろもん（日本テレビ、NNS系列局全国同時ネット 1997年10月1日 - 1998年9月23日）
- いろもん貳（日本テレビ、NNS系列局ほか一部地域ネット 1998年10月1日 - 2000年3月30日）
- 『ぷっ』すま（テレビ朝日、ANN系列局ほか一部地域ネット 1998年10月5日 - 2018年3月31日）
- オン&オフ（フジテレビ、FNS系列局関東ローカル 1998年10月14日 - 1999年3月31日）
- 東京恋人（フジテレビ、FNS系列局関東ローカル 1999年4月 - 9月）

スペシャル番組
- ビートたけしのD-1グランプリ（テレビ朝日、ANN系列局全国同時ネット 1997年9月24日 - 1998年12月16日）
- 鶴瓶・内村のお笑い!ビーチボーイズ'99夏（関西テレビ、FNS系列局ほか一部地域ネット 1999年7月4日）

#### 2000年代
レギュラー番組
- 三宅裕司のドシロウト（山口放送、NNS系列局全国同時ネット 2000年4月5日 - 2006年3月30日）
- いろもん参（日本テレビ、NNS系列局ほか一部地域ネット 2000年4月6日 - 2002年3月28日）
- 内村プロデュース（テレビ朝日、ANN系列局ほか一部地域ネット 2000年4月8日 - 2005年9月26日）
- 百萬男（フジテレビ、FNS系列局ほか一部地域ネット 2000年4月12日 - 2001年9月20日）
- 仕立屋工場（フジテレビ、FNS系列局ほか一部地域ネット 2000年4月12日 - 2001年3月30日）
- 桑田佳祐の音楽寅さん 〜MUSIC TIGER〜（フジテレビ、FNS系列局全国同時ネット 2000年10月6日 - 2009年9月21日）
  - レギュラー第1期（2000年10月6日 - 2001年3月30日）
  - レギュラー第2期（2009年4月20日 - 9月21日）

- 24人の加藤あい（TBSテレビ、JNN系列局ほか一部地域ネット 2001年4月4日 - 2001年9月26日）
- プレゼンタイガー（フジテレビ、FNS系列局全国同時ネット 2001年4月6日 - 9月29日）
- 木梨サイクル（フジテレビ、FNS系列局全国同時ネット 2001年11月2日 - 2002年9月27日）
- ロストジェネレーション（日本テレビ、NNS系列局関東ローカル 2002年5月6日 - 9月30日）
- 自分電視台 〜Self Produce TV〜（フジテレビ、FNS系列局関東ローカル 2002年7月4日 - 2003年3月20日）
- 木梨ガイド・週末の達人（フジテレビ、FNS系列局全国同時ネット 2002年10月4日 - 2005年3月25日）
- 00セレブ（フジテレビ、FNS系列局関東ローカル 2003年4月9日 - 9月17日）
- グータン〜自分探しバラエティ〜（関西テレビ、FNS系列局全国同時ネット 2004年4月3日 - 2005年3月26日）
- まんとら〜マンガ虎の穴〜（テレビ神奈川 2005年4月4日 - 2008年3月28日）
- 鶴の間（日本テレビ、NNS系列局全国同時ネット 2005年4月5日 - 2006年3月28日）
- 芸能プロフィール刑事（フジテレビ、FNS系列局関東ローカル 2005年4月12日 - 9月27日）
- 空飛ぶグータン〜自分探しバラエティ〜（関西テレビ、FNS系列局全国同時ネット 2005年4月13日 - 2006年3月22日）
- クイズ発見バラエティー イッテQ!（日本テレビ、NNS系列局全国同時ネット 2005年10月3日 - 2006年3月27日）
- 元祖!でぶや（テレビ東京、TXN系列局全国同時ネット 2006年4月21日 - 2008年3月18日）
- グータンヌーボ（関西テレビ、FNS系列局全国同時ネット 2006年4月12日 - 2012年3月21日）
- ぐっさんの肉球プリン（関西テレビ、FNS系列局ほか一部地域ネット 2006年7月11日 - 9月26日）
- 東京オカン（関西テレビ、FNS系列局ほか一部地域ネット 2006年10月13日 - 12月）
- さまぁ〜ず×さまぁ〜ず（テレビ朝日、ANN系列局ほか一部地域ネット 2007年4月5日 - 2020年9月22日）
- A-Studio（TBSテレビ、JNN系列全国同時ネット 2009年4月10日 - 2020年3月27日）

スペシャル番組
- SMAP×SMAP特別編 草彅剛のかかってこい。（関西テレビ、FNS系列局全国同時ネット 2000年9月18日）
- とりあえず4回だけ帰ってきた 桑田佳祐の音楽寅さん 〜MUSIC TIGER〜（フジテレビ、FNS系列局全国同時ネット 2001年10月5日 - 26日）
- 朝まで生つるべ（テレビ朝日、ANN系列局全国同時ネット 2001年12月30日 - 2011年12月30日、過去11回となった年末特番）
- 朝までたけし軍団（テレビ朝日、ANN系列局ほか一部地域ネット 2003年1月2日 - 2007年1月2日）
- 桑田佳祐の音楽寅さん 〜MUSIC TIGER〜 サザンオールスターズスペシャル（フジテレビ、FNS系列局全国同時ネット 2003年6月29日、『FNS27時間テレビ みんなのうた』内）
- 祝!M-1グランプリ優勝記念   アンタッチャブルの賞金1000万円使い切り 超豪華！札束乱れ飛びツアー（ABCテレビ、ANN系列局ほか一部地域ネット  2005年3月8日、4月23日）
- 竹中直人の恋のバカンス リターンズ2006（テレビ朝日、ANN系列局ほか一部地域ネット 2006年1月14日）
- 桑田佳祐の音楽寅さん 〜MUSIC TIGER〜 '06夏の思い出作りSP（フジテレビ、FNS系列局全国同時ネット 2006年8月21日）
- 藤原紀香の1ボトル（関西テレビ、FNS系列局ほか一部地域ネット 2006年8月21日 - 2007年1月2日）
- 旭山動物園日記関根勤&麻里親子の旭山動物園日記 〜マイナス20度の冬を越す動物と飼育員たち〜（北海道テレビ放送、ANN系列局全国同時ネット 2007年1月14日）
- 笑福亭鶴瓶のメインキャスト!（TBSテレビ、JNN系列局全国同時ネット 2007年4月4日 - 2008年10月3日、過去5回放送）
- たけスポ（テレビ朝日、ANN系列局ほか一部地域ネット 2007年9月15日 - 2012年12月26日）
- 鶴瓶VSぶっっっっちゃけ美女バラエティ新年会!!（関西テレビ、FNS系列局ほか一部地域ネット 2008年1月2日）
- 旭山動物園日記2008冬 〜雪景色の動物たちと飼育員の新たなる挑戦〜（北海道テレビ放送、ANN系列局全国同時ネット 2008年2月10日）
- 24時間テレビ31 どうでもいい!?世紀の誓い100連発!!（日本テレビ、NNS系列局全国同時ネット 2008年8月31日）
- 旭山動物園日記2009 〜雪の動物園に生きる新しい仲間たち〜（北海道テレビ放送、ANN系列局全国同時ネット 2009年3月1日）
- 桑田佳祐の音楽寅さん 〜MUSIC TIGER〜 大傑作選もうすぐ寅年ガオー!スペシャル（フジテレビ、FNS系列局全国同時ネット 2009年12月11日）

#### 2010年代
レギュラー番組
- ブラっと嫉妬（関西テレビ、FNS系列局ほか一部地域ネット 2011年7月7日 - 9月29日）
- 乃木坂って、どこ?（乃木坂46合同会社製作名義、テレビ愛知、TXN系列局全国同時ネット  2011年10月3日 - 2015年4月13日）
- キャサリン（関西テレビ、FNS系列局全国同時ネット 2012年4月17日 - 9月11日）
- きらきらアフロTM（テレビ東京、テレビ大阪、TXN系列局全国同時ネット 2012年4月19日 - ）
- キャサリン三世（関西テレビ、FNS系列局全国同時ネット	2012年10月9日 - 2013年9月24日）
- チマタの噺（テレビ東京、TXN系列局ほか一部地域ネット 2014年10月28日 - 2021年9月29日）
- 桃色つるべ〜お次の方どうぞ〜（関西テレビ、FNS系列局ほか一部地域ネット 2015年1月14日 - 2021年3月27日）
- 乃木坂工事中（乃木坂46合同会社製作名義、テレビ愛知、TXN系列局全国同時ネット 2015年4月20日 - ）
- 乃木坂46えいご（TBSテレビ製作名義、TBSチャンネル1、CS衛星放送 2015年6月28日 - 2021年1月31日）
- 欅って、書けない?（Seed & Flower合同会社製作名義、テレビ東京、TXN系列関東ローカル 2015年10月5日 - 2020年10月12日）
- ＃nakedEve（関西テレビ、FNS系列局全国同時ネット 2016年10月25日 - 2017年3月28日）
- NGT48のにいがったフレンド!（Sony Music製作名義、テレビ新潟、NNS系列局ほか一部地域ネット 2017年1月17日 - 2019年3月26日）
- 下町ロケバラエティ番組 浅草ベビ9（レプロエンタテインメント製作名義、テレビ東京、TXN系列関東ローカル 2017年4月3日 - 9月25日）
- 下町ロケバラエティ番組 浅草うず九（レプロエンタテインメント製作名義、テレビ東京、TXN系列関東ローカル 2018年1月15日 - 2018年4月2日）
- ひらがな推し（Seed & Flower合同会社製作名義、テレビ東京、TXN系列関東ローカル 2018年4月9日 - 2019年4月1日）
- 22/7 計算中（バズウェーブ合同会社製作名義、TOKYO MX、BS11 2018年7月7日 - ）
  - Season1（2018年7月7日 - 2019年12月28日）
  - Season2（2020年4月4日 - 12月26日）
  - Season3（2021年4月3日 - 2022年3月26日）
  - Season4（2022年4月2日 - 2023年3月25日）
  - Season5（2023年4月1日 - ）

- オータケ・サンタマリアの100まで生きるつもりです（テレビ朝日、ANN系列局ほか一部地域ネット 2018年10月9日 - 2019年3月26日）
- グータンヌーボ2（関西テレビ、FNS系列局ほか一部地域ネット 2019年1月16日 - 2021年12月22日）
- 100まで楽しむつもりです（テレビ朝日、ANN系列局ほか一部地域ネット 2019年4月6日 - 9月28日）
- 日向坂で会いましょう（Seed & Flower合同会社製作名義、テレビ東京、宮崎放送 2019年4月8日 - ）
- ロッカーに何、入れる? 地上波版（ワーナーミュージック・ジャパン、Y&N Brothers製作名義、TOKYO MX 2019年4月9日 - 2020年3月31日）

スペシャル番組
- 今田耕司プレゼンツ 鶴瓶vs未知数芸人 俺の相方誰やねん!?スペシャル（関西テレビ、FNS系列局ほか一部地域ネット 2010年1月2日 - 2011年1月2日、過去2回の正月特番）
- よゐこ&スザンヌの旭山動物園日記2010（北海道テレビ放送、ANN系列局全国同時ネット 2010年1月17日）
- カキューン!! THIS IS 嫉妬（関西テレビ、FNS系列局ほか一部地域ネット 2010年9月21日・28日）
- よゐこの旭山動物園日記2011（北海道テレビ放送、ANN系列局全国同時ネット 2011年2月13日）
- 木梨目線! 憲sunのHAWAII（BSフジ 2012年1月1日 - ）
- 正月からハシゴ酒!鶴瓶&今田 芸人新年会数珠つなぎスペシャル!!（関西テレビ、FNS系列局ほか一部地域ネット 2012年1月2日、正月特番）
- よゐこ&鈴木福くんの旭山動物園日記2012（北海道テレビ放送、ANN系列局全国同時ネット 2012年2月16日）
- 桑田佳祐の音楽寅さん 2012“I LOVE YOU -now & forever-”スペシャル（フジテレビ、FNS系列局全国同時ネット 2012年7月11日）
- 有吉弘行のヘベレケ（東海テレビ、FNS系列局ほか一部地域ネット 2012年7月23日 - 12月31日）
- よゐこ&鈴木福くんのどうぶつ調査隊が行く!旭山動物園2013（北海道テレビ放送、ANN系列局全国同時ネット 2013年1月20日）
- 千原ジュニアのヘベレケ パイロット版（東海テレビ、FNS系列局ほか一部地域ネット 2013年7月15日 - 2021年3月27日）
- 鶴瓶・今田のイチバン新年会（関西テレビ、FNS系列局ほか一部地域ネット 2014年1月4日）
- いろもん極（日本テレビ、NNS系列局全国同時ネット 2014年12月30日 - 2017年1月10日、過去3回放映）
- ヒミツの恋バナナ（TBSテレビ、JNN系列局ほか一部地域ネット 2015年1月12日）
- イガイ星人ジャパパパーン（関西テレビ、FNS系列局全国同時ネット 2017年1月3日 - 6月、過去2回放送）
- 内村&さまぁ〜ずの初出しトークバラエティ 笑いダネ（日本テレビ、NNS系列局全国同時ネット 2018年8月5日 - 、過去7回放送）
- 坂道テレビ〜乃木と櫻と日向〜（NHK総合 2019年3月23日 - 、過去3回放送）
  - Vol.1・2のタイトルは「坂道テレビ〜乃木と欅と日向〜」

#### 2020年代
レギュラー番組
- A-Studio+（TBSテレビ、 2020年4月3日 - ）
- そこ曲がったら、櫻坂?（Seed & Flower合同会社製作名義、テレビ東京、TXN系列局関東ローカル 2020年10月19日 - ）
- 22/7 検算中（バズウェーブ合同会社製作名義、TOKYO MX、BS11 2021年1月9日 - 3月27日）
- 千原ジュニアのヘベレケ（東海テレビ、FNS系列局ほか一部地域ネット 2021年5月1日 - ）
- 紙とさまぁ〜ず（テレビ東京、 2021年7月1日 - ）
- 小峠英二のなんて美だ!（TOKYO MX 2021年10月13日 - ）
- ドーナツトーク（CBCテレビ、TBS系列全国ネット 2022年4月3日 - ）
- サンドウィッチマンのどうぶつ園飼育員さんプレゼン合戦 ZOO-1グランプリ（CBCテレビ、TBS系列全国ネット 2022年4月26日 - ） - 制作協力
- 月ともぐら（レプロエンタテインメント企画名義、テレビ東京、TXN系列関東ローカル 2023年1月6日 - ）

スペシャル番組
- 22/7 計算中 アニメ最終回&Season2開始 全部まとめて番宣スペシャル!（2020年3月27日）
- 22/7 計算中 お正月スペシャル!!（2021年1月1日）
- 新春!爆笑アカデミー!! 鶴瓶&さまぁ〜ずのぶっとび博士研究所（CBCテレビ、JNN系列全国同時ネット 2022年1月3日）
- ドーナツトーク パイロット版（CBCテレビ、JNN系列局中京ローカル 2022年2月26日）

### WEBコンテンツ（映像配信）
凡例 - 太字：現在配信またはアーカイブ公開されている、これから配信する予定の番組。

#### 2000年代（WEB）
レギュラー番組
- 内村さまぁ〜ず（ミランカ 2006年11月1日 - 2015年11月9日）
- トゥルルさまぁ〜ず（エイベックス通信放送、BeeTV → dTV 2009年5月1日 - 2019年2月4日）

#### 2010年代（WEB）
レギュラー番組
- のぎ天（Rakuten TV 2014年7月11日 - 2015年7月10日）
- 内村さまぁ〜ず SECOND（ひかりTV → Amazon Prime Video 2015年11月9日 - ）
- のぎ天2（Rakuten TV 2016年6月17日 - 2019年6月28日）
- 7.2 新しい別の窓（ABEMA、ABEMA SPECIAL 2チャンネル 2018年4月1日 - ）
- 東京BTH〜TOKYO BLOOD TYPE HOUSE〜（Amazon Prime Video 2018年10月7日、全10話）
- 劇団さまぁ〜ず（GYAO! 2018年10月31日 - 2019年5月1日）
- 孤独な出川（GYAO! 2019年1月31日 - 2019年4月18日）
- トゥルさま☆（エイベックス通信放送、dTV 2019年2月11日 - 2020年3月30日）
- なぎスケ!（Amazon Prime Video 2019年12月19日 - 2021年11月11日）

スペシャル番組
- 乃木坂46時間TV（ABEMA 2016年2月 - 、不定期配信）
  - 乃木坂46 4th Anniversary 乃木坂46時間TV（第1弾）（Ameba FRESH!ほか 2016年2月20日 - 2月22日）
  - 乃木坂46時間TV（第2弾）（Ameba FRESH!ほか 2016年6月10日 - 6月12日）
  - 乃木坂46 6th Birthday記念 緊急特別番組「乃木坂46分TV」（YouTube Live 2018年2月22日）
  - NOGIZAKA46 6th Anniversary 乃木坂46時間TV（第3弾）（AbemaTVほか 2018年3月23日 - 3月25日）
  - アベマ独占放送 乃木坂46メンバー大集合！46分オンライン記者会見&乃木坂46分TV（ABEMA SPECIAL 2チャンネル 2020年5月23日）
  - 乃木坂46時間TV アベマ独占放送「はなれてたって、ぼくらはいっしょ!」（第4弾）（ABEMA SPECIAL 2チャンネル 2020年6月19日 - 6月21日）
  - NOGIZAKA46 10th Anniversary 乃木坂46時間TV（第5弾）（YouTube Live 2022年2月21日 - 2月23日）

#### 2020年代（WEB）
レギュラー番組
- ロッカーに何、入れる? 動画配信版（ワーナーミュージック・ジャパン、Y&N Brothers製作名義、ザ・コインロッカーズYouTubeチャンネル 2020年5月27日 - ）
- 水道橋博士の異常な対談 〜Dr.Strangetalk〜（YouTube 2021年 - ）
- ひなちょいSeason2 （NTTぷらら、ひかりTV、Seed & Flower合同会社 2021年4月19日 - ）
- 乃木坂あそぶだけ（のぎ動画 2021年5月18日 - ）
- カミナリの記録映像（YouTube 2021年11月19日 - ）
- らじお女子ちゃんねる（YouTube 2021年8月13日 - 2022年4月29日）
- STU48の1億人にバズれんの?（ABEMA、ABEMA SPECIAL チャンネル 2023年12月28日 - 2024年4月25日）

スペシャル番組
- 大好き!日向坂46（NTTぷらら、ひかりTV、Seed & Flower合同会社 2020年11月1日・12月6日 - ）
- 鶴瓶&ナイナイの体当たりカレンダー2022（ABEMA 2022年1月2日、テレビ朝日 2022年1月3日）